# Krumme Lanke
La Krumme Lanke (letteralmente: "stagno curvo") è un lago nella zona sud-occidentale della città di Berlino, nel distretto di Steglitz-Zehlendorf, ai margini della foresta del Grunewald.

## Geografia
La Krumme Lanke rappresenta, dopo il Nikolassee e il limitrofo Schlachtensee, il terzo lago più meridionale della catena di laghi del Grunewald. In direzione di nord-est seguono l'area protetta Riemeisterfenn (sull'area del lago prosciugato Riemeistersee), l'area protetta Langes Luch, e i laghi Grunewaldsee e Hundekehlesee. La Krumme Lanke, che ha la forma di un tubo, ha una lunghezza di 1 100 metri, uno sviluppo costiero di circa 2,5 chilometri, è profonda fino a 6,6 metri e ha una superficie di circa 154 000 154.000 m². È collegata allo Schlachtensee da una conduttura sotterranea.
A circa un chilometro di distanza si trova la stazione di Krumme Lanke della linea U3 della metropolitana. La stazione prende il proprio nome dal lago.

## Fauna
A Krumme Lanke oltre alla fauna tipica del  Grunewaldseenkette (la catena di laghi del Grunewald) come l'anguilla, la tinca, il luccio, la carpa, il siluro e il luccioperca, è anche tipico l'aspio.

## Area di svago
Intorno alla Krumme Lanke corre una passeggiata pedonale lunga due chilometri e mezzo, apprezzata dai gitanti e dagli sportivi. In molti punti è possibile immergersi in acqua per un bagno, anche se non sono mancati annegamenti, ad esempio nel 2005 e nel 2006. Lungo la Fischerhüttenstraße vi è un'area dedicata ai nudisti. La sponda settentrionale è parte dell'area del Grunewald adibita al libero movimento dei cani; sulla sponda meridionale al contrario i cani devono essere tenuti al guinzaglio e non possono avvicinarsi ai prati o alle spiagge. Lungo la sponda nord vi sono anche delle aree protette di vegetazione palustre.

## Storia

### Dorf Crumense
L'ordine dei monaci cistercense, proprietari dell'importante abbazia  di Lehnin, che già nel 1242 aveva acquistato l'allora paese di Zehlendorf con i vicini laghi Schlachtensee e Nikolassee, si espanse negli anni successivi su ulteriori territori nel Teltow settentrionale. Nel 1251 venne acquistato per 150 marchi il paese di Crumense sulle rive di Krumme Lanke, fino ad allora proprietà dei margravi co-regnanti Giovanni I e Ottone III: "…in his villis Celendorpe, Crumense…". Poiché già nel libro territoriale di Carlo IV del 1375 (Landbuch Karls IV) tale paese non viene citato, è molto probabile che fosse scomparso poco dopo l'acquisto.
Avendo gli scavi archeologici portato alla luce delle ceramiche di disegno slavo, è da ipotizzarsi che il paese fosse in origine un insediamento slavo. Secondo Gerhard Schlimpert il toponimo "Crumense" indicherebbe, nella lingua basso-medio tedesca ("Mittelniederdeutsch"), una località sita nei pressi di un lago curvo ("krummer See"). La stessa Krumme Lanke viene citata, in documenti del 1543 e del 1591, con il nome di "Krummensee".

### Insediamento residenziale delle SS
Fra il 1938 e il 1940 la società immobiliare Gagfah costruì sulle rive della Krumme Lanke un insediamento residenziale destinato alle SS naziste. L'"insediamento residenziale recintato destinato agli alti ufficiali delle SS a Berlino" (così si espresse il Reichsführer Heinrich Himmler) sorse in collaborazione con lo Hauptamt Rasse und Siedlung ("Ufficio centrale per la Razza e l'Insediamento"). Dopo il 1945 le strade del quartiere vennero rinominate, abbandonando le vecchie denominazioni di chiaro stampo nazionalsocialista.

### Il recupero di un bombardiere caduto
Il 4 dicembre 1970 nell'area occidentale della Krumme Lanke iniziarono i lavori di recupero di un aereo caduto. Si trattava di un bombardiere britannico caduto durante un bombardamento aereo nel 1944 e inabissatosi nel lago. Si ipotizzava che a bordo vi fossero bombe, serbatoi di liquido esplosivo e olio. Testimoni oculari affermavano che l'aereo fosse esploso in volo poco prima di precipitare. Pertanto si ipotizzava che i rottami del velivolo potessero trovarsi in un raggio di 50 metri e ricoperti da uno strato di fango spesso cinque metri. I lavori di recupero del relitto erano stati rimandati per anni a causa degli alti costi.

### Altre notizie storiche
Sul lungolago, all'altezza dell'area di bagno nord, si trova una lapide in ricordo della guardia Fritz Göhrs, annegato nel 1928; durante una ronda il suo cavallò si imbizzarrì ed entrambi caddero in acqua.
Il 5 giugno 1974 nelle vicinanze della riva dei soldati statunitensi trovarono morente Ulrich Schmücker, un agente sotto copertura ed informatore dei servizi segreti di Berlino ovest (Verfassungsschutz).

## La Krumme Lanke nella musica
- Fredy Sieg, cantante e cabarettista berlinese, compose nel 1923 la canzone Das Lied von der Krummen Lanke;[6]
- il quartetto Insterburg & Co. cantò nel 1973 la Krumme Lanke nella canzone omonima contenuta nel loro album Die Hohe Schule der Musik;[7]
- L'artista indie-pop statunitense Ducktails incluse nel 2015 una canzone con il titolo Krumme Lanke nel suo album  St. Catherine.[8]